# Osnabrück
Osnabrück (pronunciación en alemán: /ɔsnaˈbʁʏk/ⓘ) es la tercera ciudad más grande del estado federado de Baja Sajonia, en Alemania. Capital del distrito homónimo.

## Historia
La ciudad fue fundada por el rey franco Carlomagno en 780. Desde ahí combatió a los sajones y les impuso el cristianismo.
Durante la Edad Media Osnabrück perteneció a la Liga Hanseática.
Al concluir la guerra de los Treinta Años se firmó en 1648 la Paz de Westfalia en Osnabrück y Münster. 
Después de la Paz de Westfalia, el obispado de Osnabrück se gobernaba, como curiosidad histórica, alternando por un obispo católico y un conde protestante, respectivamente. Actualmente la mitad de la población osnabruguense es de confesión católica, la otra de confesión protestante.
En 1814 Osnabrück fue integrado en el reino de Hanóver y desde 1866 se incluyó en Prusia.
Durante la Segunda Guerra Mundial el 75 % de la ciudad fue destruida por los bombardeos aliados. Los monumentos principales y el casco viejo fueron reconstruidos después de la guerra.
Con la creación de la República Federal de Alemania, Osnabrück se incluyó en el nuevo estado federado de Baja Sajonia, que principalmente agrupó íntegra o parcialmente los territorios históricos de Hanóver.

## Geografía
Osnabrück se encuentra a unos 50 km de Münster, a 100 km de Dortmund en el sur, a 100 km de Hanóver en el este y a 60 km de los  Países Bajos en el oeste. La ciudad está situada entre las dos sierras Wiehengebirge y Teutoburger Wald, que vienen a ser las últimas estribaciones antes de llegar a la llanura del norte de Alemania y Países Bajos en el oeste. La altitud del centro de Osnabrück es de 64 m sobre el nivel de mar. Por el centro de la ciudad fluye el río Hase.

## Economía
Empresas importantes con instalaciones en Osnabrück:
- Volkswagen, producción de automóviles
- Hellmann Worldwide Logistics, transportes internacionales
- Koch Logistics, transportes internacionales
- KM Europa Metall, metalurgia
- Felix Schoeller, fabricación de papel especializado

## Infraestructura
Osnabrück se encuentra en el cruce de autopistas A1 (Dortmund/Cuenca del Ruhr - Bremen/Hamburgo) y A30 (Ámsterdam/Países Bajos - Hanóver/Berlín). En el sur la ciudad está comunicada a través de la autopista A33 en dirección de Bielefeld y Paderborn, aunque un tramo de ésta todavía no está terminado. La estación de Osnabrück se encuentra en un nudo ferroviario que une el eje sur-norte Colonia-Dortmund-Bremen y el eje oeste-este Ámsterdam-Hanóver. La línea privada NordWestBahn conecta la ciudad con Oldenburgo. Osnabrück dispone de un puerto con acceso al Canal Weser-Elba (en alemán Mittellandkanal) que cruza el norte de Alemania desde el oeste al este.
| Aeropuerto                      | Código IATA | Código OACI |
| ------------------------------- | ----------- | ----------- |
| Aeropuerto de Münster-Osnabrück | FMO         | EDDG        |

## Educación, formación e investigación
Osnabrück cuenta con tres instituciones de formación superior:
- Universidad de Osnabrück, aprox. 10 000 estudiantes, facultades de Derecho, estudios Empresariales y Economía, Matemáticas, Física y Biología entre otras
- Fachhochschule Osnabrück (escuela de Ingeniería)
- Katholische Fachhochschule Norddeutschland (escuela de estudios católicos y sociales)

El colegio Carolinum fue fundado por Carlomagno y es una de las escuelas más antiguas de Alemania. La Fundación Federal de Medio Ambiente tiene su sede en Osnabrück.

## Ciudades y pueblos de los alrededores
- Bad Essen (15.779 habitantes)
- Bad Iburg (11.652 habitantes)
- Bad Laer (9.193 habitantes)
- Bad Rothenfelde (7.251 habitantes)
- Belm (13.906 habitantes)
- Bissendorf (14.404 habitantes)
- Bohmte (13.283 habitantes)
- Bramsche, Ciudad, Municipio (30.916 habitantes)
- Dissen, Ciudad (9.420 habitantes)
- Georgsmarienhütte, Ciudad, Municipio (32.554 habitantes)
- Glandorf (6.834 habitantes)
- Hagen am Teutoburger Wald (14.269 habitantes)
- Hasbergen (11.108 habitantes)
- Hilter am Teutoburger Wald (10.154 habitantes)
- Melle, Ciudad, Municipio (46.494 habitantes)
- Ostercappeln (9.700 habitantes)
- Wallenhorst (24.157 habitantes)

## Cultura
Aunque Osnabrück hoy en día forma parte del estado federado de Baja Sajonia, históricamente pertenece a la región Westfalia, por lo cual también la cultura de la zona es westfaliana. En la zona de Osnabrück se hablaba hasta principios del siglo XX de forma general el idioma bajo sajón (bajo alemán), igual que en la mayor parte del norte de Alemania, y todavía sigue vivo en las zonas rurales aunque está desapareciendo. El dialecto de bajo sajón de la zona era el westfaliano.

### Gastronomía

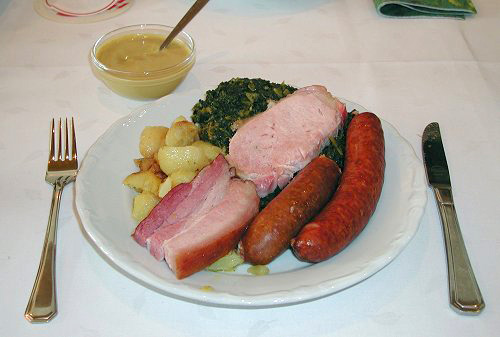
Col verde

Igual que en otras zonas de Alemania, se comen en Osnabrück muchos platos basados en carne de cerdo, coles y patatas. De todas formas puede decirse que se encuentra completamente entroncada con la cocina de Baja Sajonia.
Algunas de las especialidades típicas de Osnabrück y sus alrededores son:
- Col verde (Grünkohl). La col verde es una variedad de col que se parece ligeramente a la col rizada pero con el color de las espinacas y de sabor más amargo. Se prepara cocida con bastante grasa (manteca de cerdo o de ganso) y se sirve con unas salchichas especiales (Kohlwurst, ahumada y sin ahumar), con chuleta de Sajonia o costillas ahumadas.
- Wurstebrot, un tipo de morcilla que se fríe. La costumbre de comer col verde se denomina Grünkohlessen y es muy tradicional.
- Töttchen, un plato a base de sesos.
- Ramanken, un potaje de remolacha.
- Pumpernickel, un pan negro.
- Springbrötchen, un panecillo cocido con unas capas de grasa.

Con la comida se suele tomar una cerveza del tipo Pilsener.

### Monumentos y lugares de interés

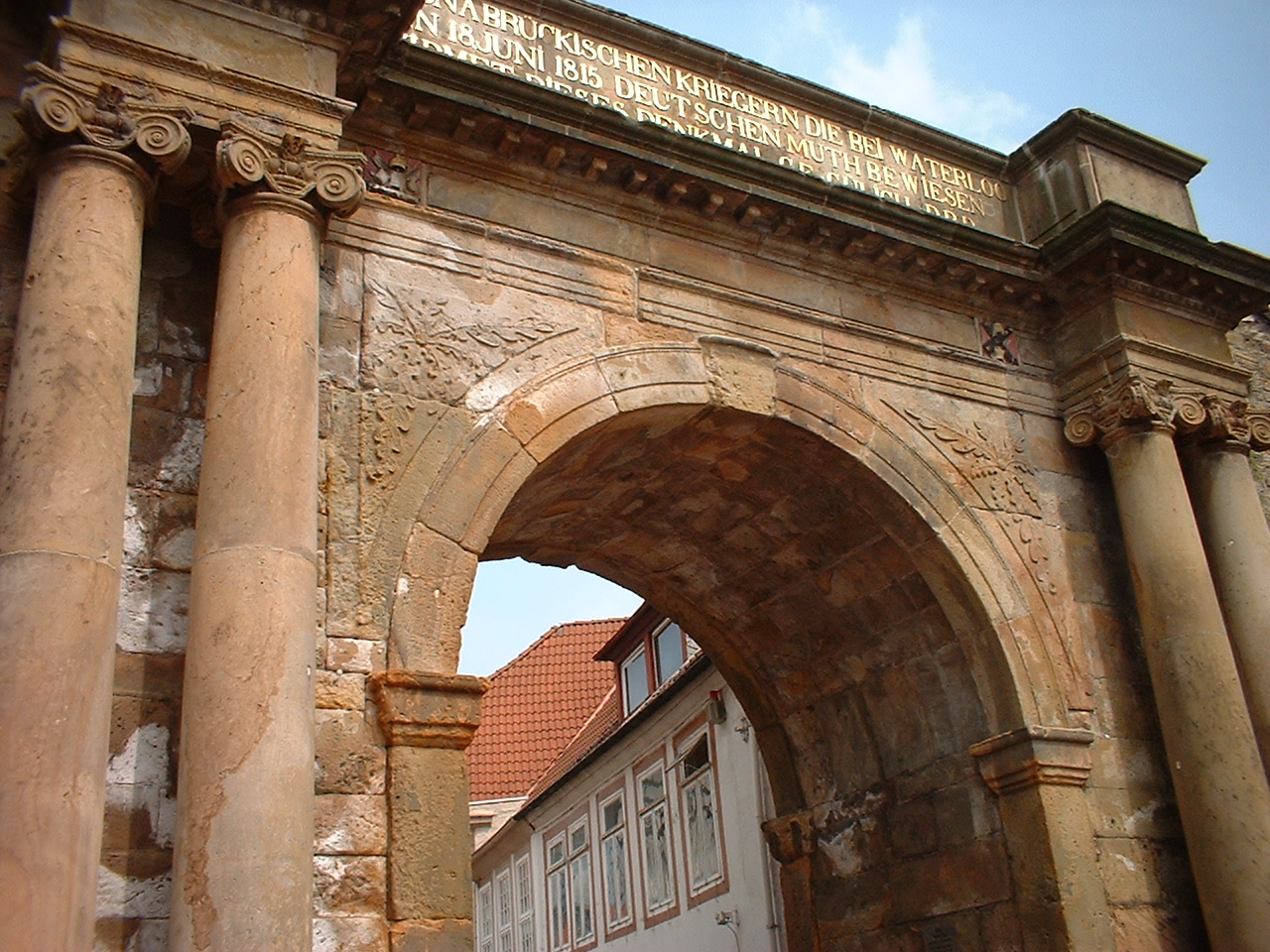
Heger Tor.
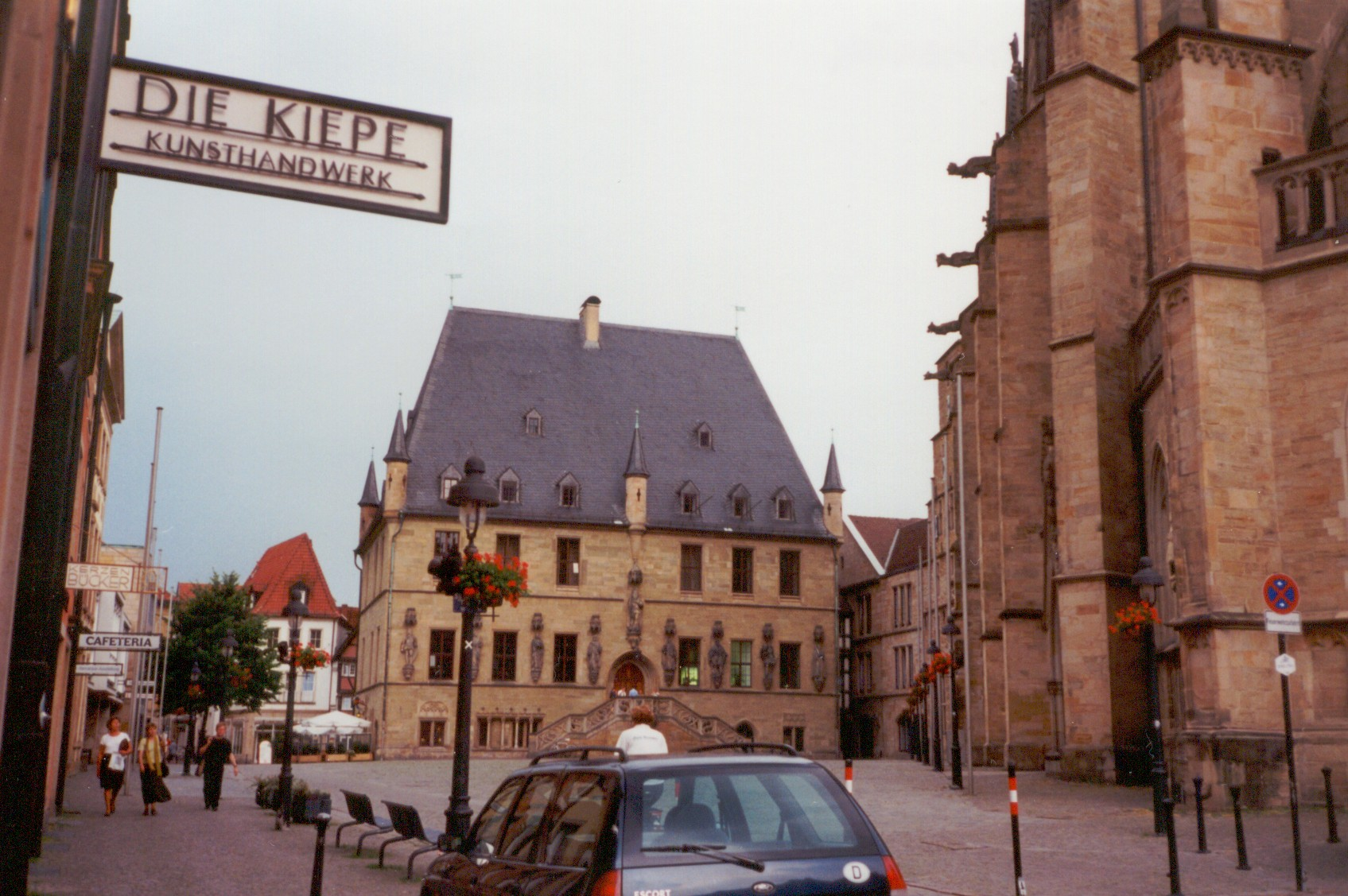
Plaza del mercado y Ayuntamiento.

- Catedral de San Pedro, románica con elementos góticos, iglesia católica (se construyó por primera vez en 785, sobre los muros de la primera se erigió la actual en 1100). En un nicho a la izquierda de la entrada principal se encuentra una pila bautismal del año 1225.
- Iglesia de Santa María, gótica, iglesia protestante (frente al Ayuntamiento)
- Iglesia de San Juan, gótica, iglesia católica
- Iglesia de Santa Catalina, gótica, iglesia protestante
- Ayuntamiento, gótico tardío (1512)
- Palacio, alberga hoy la Universidad de Osnabrück (1668), tiene hermosos jardines y una terraza con estatuas y fuentes juguetonas.
- Torres medievales antiguamente incorporadas en la muralla (Bucksturm)
- Teatro municipal
- Heger Tor, portal medieval de la antigua muralla que rodeaba la ciudad

#### Calles y zonas urbanas
- Casco viejo Altstadt, casas medievales, tiendas y bares
- Plaza del mercado Marktplatz dentro del casco viejo
- Große Straße, zona peatonal, comercios
- Parque Bürgerpark

#### Museos
- Museo de Bellas Artes e Historia, realizado por el arquitecto Daniel Libeskind
- Museo de Ciencias Naturales
- Jardín Botánico de la universidad
- Sala de Bellas Artes Dominikanerkirche
- Museo para Cultura Industrial

#### Alrededores
- El lago Dümmer, uno de los lagos grandes del norte de Alemania.
- Tecklenburg, un pueblo medieval bien conservado en el Teutoburger Wald.
- Los balnearios Bad Iburg, Bad Essen y Bad Laer, con edificios históricos.
- Zoo, con una de las mayores reservas de animales en Alemania.

## Ciudadanos ilustres
- Olaf Scholz, Canciller de Alemania.
- Erich Maria Remarque, escritor alemán.
- Felix Nussbaum, pintor judío-alemán surrealista que ilustró el Holocausto, del que fue víctima.
- Friedrich Clemens Gerke, escritor, periodista, músico alemán y pionero de la telegrafía por el desarrollo ulterior del código Morse.
- Peter van Pels, inmigrante alemán residente de Ámsterdam, Holanda,  amigo de Anne Frank y con quien compartió durante dos años oculto en un refugio durante la Segunda Guerra Mundial.
- Evelyn Herlitzius, soprano alemana, kammersängerin, título concedido por el senado de la ciudad de Hamburgo
- Robin Schulz, DJ de electrónica reconocido mundialmente.

## Ciudades hermanadas
Están hermanadas con Osnabrück las siguientes ciudades:
- Angers
- Çanakkale
- Derby
- Evansville
- Gmünd
- Greifswald
- Gwangmyeong
- Haarlem
- Hefei
- Tver
- Vila Real

## Deportes
La ciudad alberga al club de fútbol VfL Osnabrück, que se desempeñará, desde la temporada 2024-25, en la Regionalliga Nord, tras haber descendido. Juega sus encuentros de local en el Stadion an der Bremer Brücke cuya capacidad es para más de 16.000 espectadores.